# Tramvia de vapor a Sant Gervasi i Sarrià
El Tramvia de vapor a Sant Gervasi i Sarrià, a la ciutat de Barcelona, era conegut com el Tramvia de foc, pel fum que en sortia de la xemeneia. Aquesta línia de tramvies pertanyia a la Compañia General de Tranvias de Barcelona —fundada l'any 1877–, a la qual el Sr. Rius i Taulet, aleshores alcalde de Barcelona, va participar.

## Història
L'any 1878 va ser quan es va establir un servei entre Barcelona i la població de Sant Gervasi de Cassoles, que no fou agregada a Barcelona fins a 1897, que anteriorment hi donava el servei amb un carruatge de tracció animal. Quatre anys després, el 1882, es va fer la conversió al tramvia de tracció a vapor, el qual va ser substituït, l'any 1903, per un que ja disposava de la tracció elèctrica. Aquest tramvia elèctric, d'ample de via estreta, va formar la línia 17.
El tramvia de vapor va arribar a Sarrià cap al 1882. Inicialment tenia un ample de via de 1,435 m (internacional) però es va canviar al de 1000 mm.
El poeta Joan Maragall fa esment del tramvia en una carta a Antón Roura (14 d'agost de 1899) dient que tant el tramvia com el tren fan el mateix servei per arribar a casa seva (Carrer Alfons XII núm 79, prop la plaça Molina)

## Itinerari
L'itinerari del tramvia era Pl. Catalunya, carrer Aribau, Pl. Molina, carrer Saragossa, Juli Verne, carrer Balmes, Sant Gervasi de Cassoles i Plaça de la Constitució

## Estacions
Aquest tramvia tenia tres estacions:
- Camps Elisis
- Gràcia
- Sant Gervasi

La distància total era de 5 km aproximadament; i va ser usat principalment per a passatge i materials de manteniment de la línia: balast, etc.

## Altres documents
- Termes comuns al transport ferroviari de passatgers
- Archivo Administrativo Contemporáneo de Barcelona; Exp. N. 39.
- Proyecto de Ferrocarriles-Tranvías para Barcelona y pueblos comarcanos. 1893. San Gervasio de Cassolas.